# یان پل فن هکه
یان پل فن هکه (انگلیسی: Jan Paul van Hecke؛ زادهٔ ۸ ژوئن ۲۰۰۰) بازیکن فوتبال اهل پادشاهی هلند است.
وی همچنین در تیم ملی فوتبال زیر ۲۱ سال هلند بازی کرده‌است.